# Atli Eðvaldsson
Atli Eðvaldsson (Reikiavik, 3 de marzo de 1957-2 de septiembre de 2019) fue un futbolista y entrenador de fútbol islandés.

## Biografía
Debutó como futbolista en el Valur Reykjavík, donde permaneció durante seis temporadas. Con el club ganó la Úrvalsdeild Karla en tres ocasiones. También ganó en tres ocasiones la Copa de Islandia. Posteriormente se fue a Alemania para jugar en el Borussia Dortmund, Fortuna Düsseldorf, donde ganó la Copa Intertoto de la UEFA en 1984; KFC Uerdingen 05, con el que ganó la Copa de Alemania en 1985 y la Copa Intertoto de la UEFA en 1985; y TuRU Düsseldorf. Ya en 1989 fichó por el Gençlerbirliği SK turco por una temporada. Tras jugar posteriormente en el KR Reykjavík y en el HK Kópavogur, se retiró como futbolista en 1993 a los 36 años de edad. Dos años tras su retiro, fichó como entrenador del ÍBV Vestmannæyjar, y un año más tarde por el Fylkir Reykjavík. En 1998 el KR Reykjavík se hizo con los servicios de Eðvaldsson, ganando la Úrvalsdeild Karla y la Copa de Islandia en 1999. Tras cuatro años entrenando a la Selección de fútbol de Islandia, entrenó al Knattspyrnufélagið Þróttur, Valur Reykjavík, Reynir Sandgerði y al Ungmennafélagið Afturelding, club al que entrena hasta la fecha desde 2014.

## Selección nacional
Fue convocado un total de 70 veces por la selección de fútbol de Islandia, marcando un total de ocho goles, y debutando en 1976. Además capitaneó al equipo un total de 31 veces. En el momento de su retiro como futbolista, ostentaba el récord de ser el jugador con más partidos jugados con la selección. Su último partido como internacional lo jugó en septiembre de 1991 en un partido amistoso contra Dinamarca.

## Vida personal
Atli Eðvaldsson era hijo de Evald Mikson, un atleta estonio que jugó al fútbol y al hockey sobre hielo, y que tuvo que dejar su país tras la Segunda Guerra Mundial, instalándose en Islandia.
Fue hermano del entrenador y futbolista Jóhannes Eðvaldsson, y padre de los también futbolistas profesionales Sif Atladóttir y Emil Atlason.

## Clubes

### Como futbolista
| Club               | País     | Año       | Partidos | Goles |
| ------------------ | -------- | --------- | -------- | ----- |
| Valur Reykjavík    | Islandia | 1974-1980 | 97       | 32    |
| Borussia Dortmund  | Alemania | 1980-1981 | 33       | 11    |
| Fortuna Düsseldorf | Alemania | 1981-1985 | 129      | 39    |
| KFC Uerdingen 05   | Alemania | 1985-1988 | 91       | 11    |
| Valur Reykjavík    | Islandia | 1988      | 13       | 4     |
| TuRU Düsseldorf    | Alemania | 1988-1989 | 23       | 6     |
| Valur Reykjavík    | Islandia | 1989      | 12       | 3     |
| Gençlerbirliği SK  | Turquía  | 1989-1990 | 23       | 4     |
| KR Reykjavík       | Islandia | 1990-1993 | 65       | 18    |
| HK Kópavogur       | Islandia | 1993      | 11       | 1     |

### Como entrenador
| Club                            | País     | Año       |
| ------------------------------- | -------- | --------- |
| ÍBV Vestmannæyjar               | Islandia | 1995-1996 |
| Fylkir Reykjavík                | Islandia | 1997      |
| KR Reykjavík                    | Islandia | 1998-1999 |
| Selección de fútbol de Islandia | Islandia | 1999-2003 |
| Knattspyrnufélagið Þróttur      | Islandia | 2005-2006 |
| Valur Reykjavík                 | Islandia | 2009      |
| Reynir Sandgerði                | Islandia | 2013-2014 |
| Ungmennafélagið Afturelding     | Islandia | 2014      |
| Kristianstad FC                 | Suecia   | 2017-2018 |
| Knattspyrnudeild Hamars         | Islandia | 2018      |

## Palmarés

### Como futbolista

#### Campeonatos nacionales
| Título            | Club             | País     | Año  |
| ----------------- | ---------------- | -------- | ---- |
| Úrvalsdeild Karla | Valur Reykjavík  | Islandia | 1976 |
| Úrvalsdeild Karla | Valur Reykjavík  | Islandia | 1978 |
| Úrvalsdeild Karla | Valur Reykjavík  | Islandia | 1980 |
| Copa de Islandia  | Valur Reykjavík  | Islandia | 1974 |
| Copa de Islandia  | Valur Reykjavík  | Islandia | 1976 |
| Copa de Islandia  | Valur Reykjavík  | Islandia | 1987 |
| Copa de Alemania  | KFC Uerdingen 05 | Alemania | 1985 |
| Copa de Islandia  | Valur Reykjavík  | Islandia | 1988 |

#### Campeonatos continentales
| Título                    | Club               | País     | Año  |
| ------------------------- | ------------------ | -------- | ---- |
| Copa Intertoto de la UEFA | Fortuna Düsseldorf | Alemania | 1984 |
| Copa Intertoto de la UEFA | KFC Uerdingen 05   | Alemania | 1988 |

### Como entrenador

#### Campeonatos nacionales
| Título            | Club         | País     | Año  |
| ----------------- | ------------ | -------- | ---- |
| Úrvalsdeild Karla | KR Reykjavík | Islandia | 1999 |
| Copa de Islandia  | KR Reykjavík | Islandia | 1999 |